# 東ジャカルタ市
東ジャカルタ市 (East Jakarta, インドネシア語: Jakarta Timur) は、インドネシア、ジャカルタ首都特別州内にある市である。2010年時点で、人口は2,687,027人で、ジャカルタ内の5つの都市では最も多い。
東ジャカルタ市は、北を北ジャカルタ市、東をブカシ、南をデポック、西を南ジャカルタ市と中央ジャカルタ市に接する。
政府は、ジャティネガラ区、ジャティネガラの行政村（デサ）に位置している。

## 行政区
東ジャカルタ市は10の区に分けられる。
- マトラマン（英語版）
- プロ・ガドゥン（英語版）
- ジャティネガラ（英語版）
- ドゥレン・サウィット（英語版）
- クラマト・ジャティ（英語版）
- マカッサル（英語版）
- パサー・リボ（英語版）
- シラカス（英語版）
- シパユン（英語版）
- カクン（英語版）

## 交通
- ハリム・ペルダナクスマ国際空港 - 空港のフライト時間により来訪者の拠点としては制約がある[1]
- カンプン・ランブータン・バスターミナル - 主に州間、都市間のバスが発着する
- プロゲバン都市間・州間バスターミナル - 2012年6月23日オープン[2]

## 経済
アヴィアスター・マンディリの本社が東ジャカルタ市にある。